# Kuiper Systems
Kuiper Systems LLC — дочернее подразделение компании Amazon, созданное в 2019 году для развития спутниковой группировки, предоставляющей широкополосное подключение к Интернету. Сам проект также обычно называют Project Kuiper.
Amazon заключила контракты с тремя поставщиками услуг запуска в общей сложности на 91 запуск в течение десяти лет для развёртывания группировки в 3276 спутников. Общая стоимость контрактов на эти запуски превышает 10 миллиардов долларов США.
Два спутника-прототипа KuiperSat-1 и KuiperSat-2 первоначально планировалось запустить в четвертом квартале 2022 года силами компании ABL Space Systems при первом пуске ракеты RS1. Без объяснения причин оператор запуска был изменён, предполагалось запустить пару спутников-прототипов KuiperSat вместе в другими космическими аппаратами при первом пуске разрабатываемого ULA носителя Вулкан-Центавр, однако из-за задержек с его испытаниями произошла еще одна смена носителя. Для запуска KuiperSat-1 и KuiperSat-2 выбран носитель Atlas V 501 из числа законтрактованных у ULA для проекта Kuiper. Первая пара спутников проекта Kuiper запущена на орбиту 6 октября 2023 года.

## История

### Работа с регулятором
В апреле 2019 года Amazon объявила, что профинансирует и развернёт крупную спутниковую группировку для широкополосного доступа в интернет под названием Project Kuiper. Для запуска всех запланированных 3236 спутников может понадобится до десяти лет, однако, группировка сможет предоставлять доступ, как утверждается, десяткам миллионов людей. Amazon заявила, что будут «предлагаться широкополосные услуги через партнерские отношения с другими компаниями» и пока неизвестно, будет ли предоставляться доступ индивидуальным пользователям напрямую.
В декабре 2019 года стало известно, что Amazon выступала с предложением Федеральной комисси по связи США (FCC) смягчить требования к крупным спутниковым сетям (например, подача заявки до 2016 года), которые пришлось выполнять двум другим её конкурентам — SpaceX и OneWeb.
30 июля Амазон объявила, что готова инвестировать более 10 млрд долларов в проект в случае его одобрения FCC, и обеспечить интернет-доступ на всей территории планеты. Со своей стороны, FCC настаивала на выполнении условия не создавать помех двум другим одобренным спутниковым группировкам.

### Оборудование
В декабре 2020 года Амазон провела демонстрацию пользовательского оборудования, предполагаемого к внедрению, а именно плоскую антенну с фазированной решёткой Ka-диапазона, которая была компактнее типичных антенн диапазона 17-30 ГГц, всего 30 см шириной, а также как предполагается, будет впятеро дешевле них. Амазон рассчитывает на скорость до 400 Мб/с.

### Запуски
Для запуска спутников предполагается использовать любые существующие мощности, а не только собственную компанию Джефа Безоса Blue Origin. Например, 19 апреля 2021 года объявлено о контракте на 9 запусков на ракетах-носителях Atlas V компании United Launch Alliance, с возможностью продления в будущем.
5 апреля 2022 года Amazon объявила о широком наборе контрактов на запуск с тремя поставщиками на общую сумму 83 запуска в течение следующего десятилетия. Соглашения предусматривают запуск полной группировки из 3236 спутников и включают 18 запусков европейского Ariane 6, 12 запусков New Glenn от Blue Origin (с опциями на 15 дополнительных полетов) и 38 запусков на ракете-носителе Vulcan от United Launch Alliance. Все три из этих ракет-носителей средней или большой грузоподъемности еще не совершили свой первый полёт, хотя некоторые из них запланированы уже на 2022 год.

## Концепция
Предполагается, что спутники будут использовать орбиту высотой от 590 до 630 км и работать совместно с ранее анонсированной Amazon крупной сетью из 12 земных станций («AWS Ground Station unit»), анонсированной в ноябре 2018 года. По состоянию на апрель 2021 года планируется, что система будет состоять из 3236 спутников, работающих в 98 орбитальных плоскостях в трех орбитальных оболочках, на высотах 590, 610 и 630 км.
Президентом Kuiper Systems является Раджив Бадьял, бывший вице-президент спутниковой интернет-компании SpaceX Starlink, покинувший её в 2018 году. В декабре 2019 года Amazon объявляла, что ожидается, что ожидается перенос штаб-квартиры в более крупный научно-исследовательский центр в Редмонде, штат Вашингтон, в 2020 году, однако последующего объявления о завершении переноса не было.